# Moutrot
Moutrot est une commune française située dans le département de Meurthe-et-Moselle en région Grand Est.

## Géographie
Moutrot est un petit village situé à 8 km de Toul, et à proximité d'autres petits villages (Gye, Bicqueley, Allain, Ochey…). Une petite forêt sépare d'ailleurs le village de Moutrot avec celui d'Ochey.

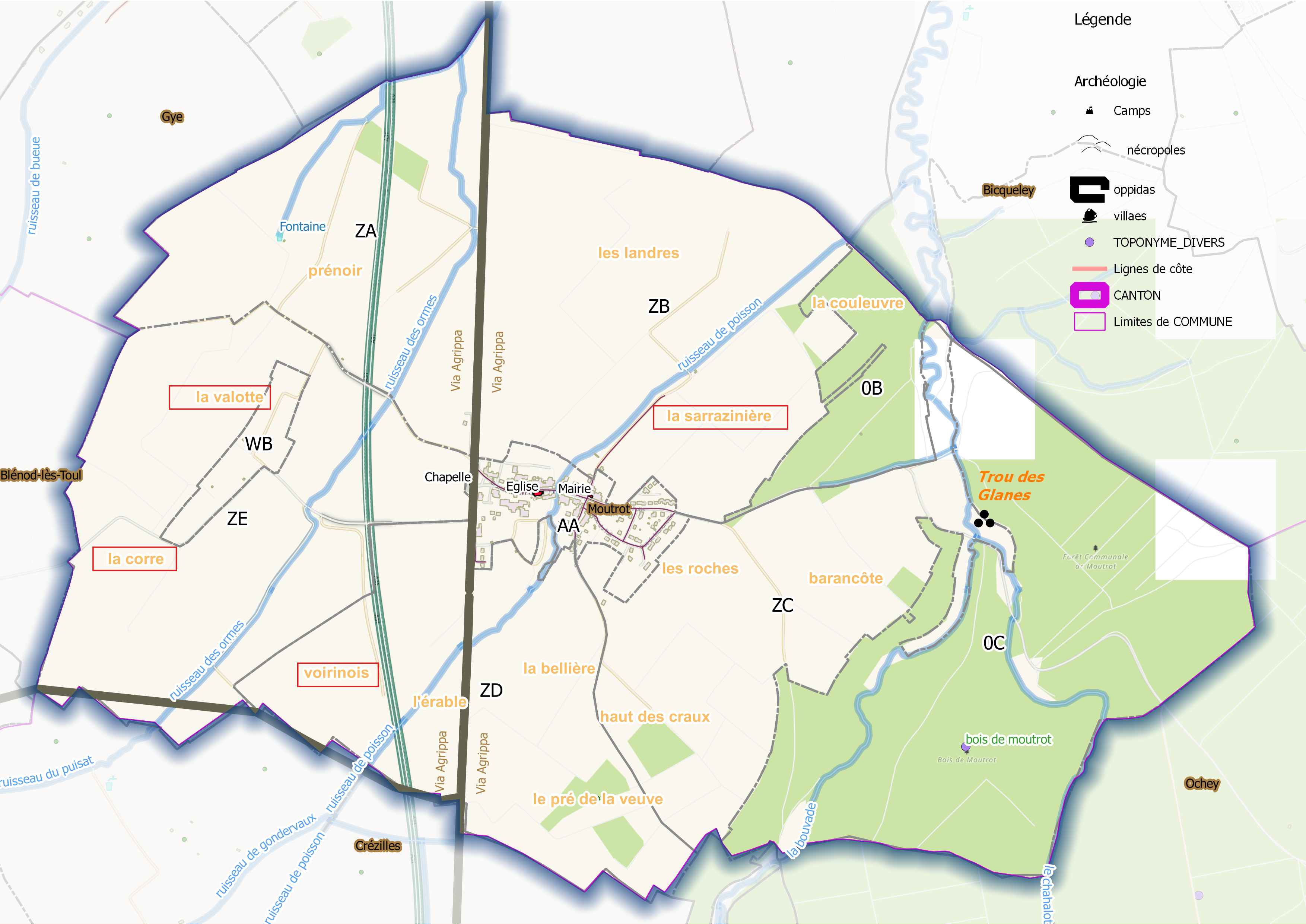
Fig. 1 - Moutrot (ban communal).

D'après les données Corine land Cover, le territoire communal de 733 hectares se composait en 2011 de près de 24 % de forêts, 28 % de prairies et 47,5 % de surfaces agricoles. Le territoire est arrosé par les ruisseaux de la Bouvade (2,269 km), de Poisson (2,501 km) et des Ormes (2,624 km).
Lepage précise, dans sa notice sur cette commune, comment la découverte de la voie romaine qui traverse son territoire a permis d'en reconnaitre la constitution :
«...le chemin de grande communication qui conduit de Toul à Colombey, et dont se sert le roulage de Lyon à Metz suit, en partie, le tracé de l'ancienne chaussée romaine qui se dirigeait de Langres sur Metz. Lors de sa construction, on a rencontré, en différents endroits, les restes de la voie romaine, et l'on a pu examiner le système de construction employé alors. L'épaisseur de la chaussée était d'environ un mètre ; elle était composée de pierres en laves d'assez mauvaise qualité (calcaire millaire), et posées sur champ sous un angle d'à peu près 50 degrés par lits, les angles changeant de direction à chaque couche... »

### Le Trou des Glanes
Parmi les éléments remarquables de la géographie figure un élément du système karstique connu depuis fort longtemps et dont les historiens parlent en ces termes :
« A peu de distance, au levant de Moutrot, sur la rive du bois et dans le ruisseau des Bouvades, on remarque un trou appelé en patois lorrain le Poteu de Dione, c'est-à-dire le Trou de Diane. Ce trou, en forme d'entonnoir, que les terres, roulées par l'eau, comblent insensiblement, avait jadis une effrayante profondeur. Il a maintenant encore, environ quinze mètres de profondeur, et dix ou douze de diamètre à l'orifice. On prétend que les eaux qui le remplissent, au temps des pluies et à la suite des orages, tombent dans un courant qui va s'échapper, à 5 kilomètres de distance, au pied de l'antique chapelle de la Rochotte. » (à Pierre la Treiche).
Il s'agit en langage scientifique moderne d'un exemple d'inversac,.

### Communes limitrophes
| Gye             |           | Bicqueley |
| Blénod-lès-Toul | Moutrot   | Ochey     |
|                 | Crézilles |           |

### Hydrographie
La commune est dans le bassin versant du Rhin au sein du bassin Rhin-Meuse. Elle est drainée par la Bouvade, le ruisseau de Poisson et le ruisseau des Ormes,.
La Bouvade, d'une longueur de 20 km, prend sa source dans la commune de Bagneux et se jette  dans la Moselle à Bicqueley, après avoir traversé sept communes. 

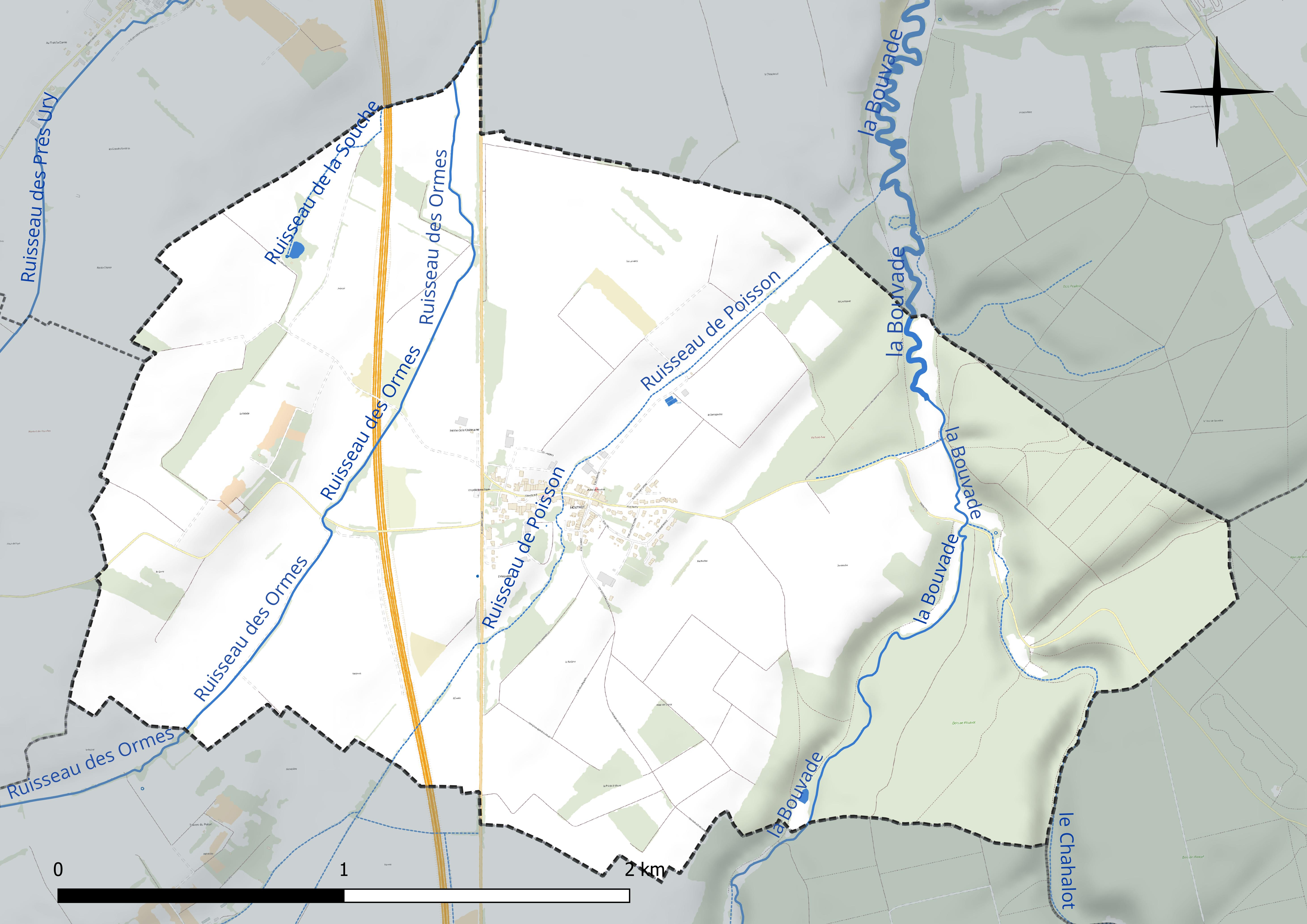
Réseau hydrographique de Moutrot.

### Climat
Pour des articles plus généraux, voir Climat du Grand Est et Climat de Meurthe-et-Moselle.
En 2010, le climat de la commune est de type climat des marges montargnardes, selon une étude du Centre national de la recherche scientifique s'appuyant sur une série de données couvrant la période 1971-2000. En 2020, Météo-France publie une typologie des climats de la France métropolitaine dans laquelle la commune est exposée à un climat océanique altéré et est dans la région climatique  Lorraine, plateau de Langres, Morvan, caractérisée par un hiver rude (1,5 °C), des vents modérés et des brouillards fréquents en automne et hiver. 
Pour la période 1971-2000, la température annuelle moyenne est de 9,6 °C, avec une amplitude thermique annuelle de 16,9 °C. Le cumul annuel moyen de précipitations est de 863 mm, avec 12,6 jours de précipitations en janvier et 9,3 jours en juillet. Pour la période 1991-2020, la température moyenne annuelle observée sur la station météorologique de Météo-France la plus proche, « Nancy-Ochey », sur la commune d'Ochey à 4 km à vol d'oiseau, est de 10,5 °C et le cumul annuel moyen de précipitations est de 810,4 mm. 
La température maximale relevée sur cette station est de 39,6 °C, atteinte le 25 juillet 2019 ; la température minimale est de −19,1 °C, atteinte le 12 janvier 1987,,. 
Les paramètres climatiques de la commune ont été estimés pour le milieu du siècle (2041-2070) selon différents scénarios d'émission de gaz à effet de serre à partir des nouvelles projections climatiques de référence DRIAS-2020. Ils sont consultables sur un site dédié publié par Météo-France en novembre 2022.

## Urbanisme

### Typologie
Au 1er janvier 2024, Moutrot est catégorisée commune rurale à habitat dispersé, selon la nouvelle grille communale de densité à sept niveaux définie par l'Insee en 2022.
Elle est située hors unité urbaine. Par ailleurs la commune fait partie de l'aire d'attraction de Nancy, dont elle est une commune de la couronne,. Cette aire, qui regroupe 353 communes, est catégorisée dans les aires de 200 000 à moins de 700 000 habitants,.

### Occupation des sols
L'occupation des sols de la commune, telle qu'elle ressort de la base de données européenne d’occupation biophysique des sols Corine Land Cover (CLC), est marquée par l'importance des territoires agricoles (75,7 % en 2018), une proportion identique à celle de 1990 (75,7 %). La répartition détaillée en 2018 est la suivante : terres arables (42,6 %), prairies (28,2 %), forêts (24,3 %), zones agricoles hétérogènes (4,9 %). L'évolution de l’occupation des sols de la commune et de ses infrastructures peut être observée sur les différentes représentations cartographiques du territoire : la carte de Cassini (XVIIIe siècle), la carte d'état-major (1820-1866) et les cartes ou photos aériennes de l'IGN pour la période actuelle (1950 à aujourd'hui).

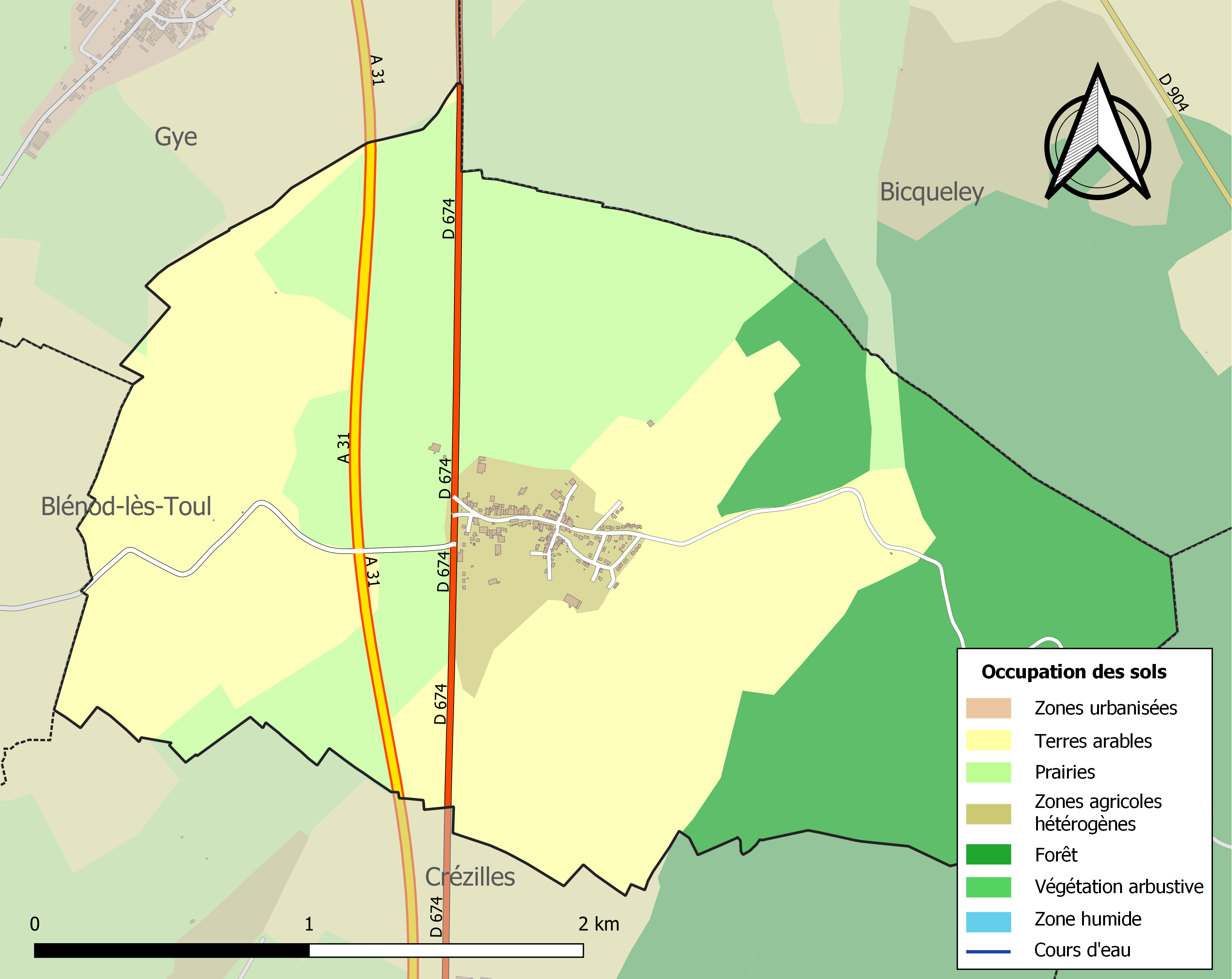
Carte des infrastructures et de l'occupation des sols de la commune en 2018 (CLC).

## Toponymie
Le village s'est d'abord appelé Mollenis villa (1034), Mollonis villa (1210), Molunvilla et Malonvilla (1402). Le nom actuel entre en concurrence à l'Époque moderne : « Molonville dit le Moistier » (1538), « Meloville dit le Moictrot » (1542), « Maloville dit le Moutrot » (1592). Il s'impose à la fin du XVIIIe siècle : « Le Moutrot » (1782), pour aboutir enfin « Moutrot » en 1862.
Le toponyme originel était composé de l'anthroponyme germanique Modilo et du latin villa, grand domaine latifundiaire. Ce type de toponyme est caractéristique du haut Moyen Âge.
Le toponyme actuel est le diminutif de l'ancien français « mou(s)tier », monastère.

## Histoire

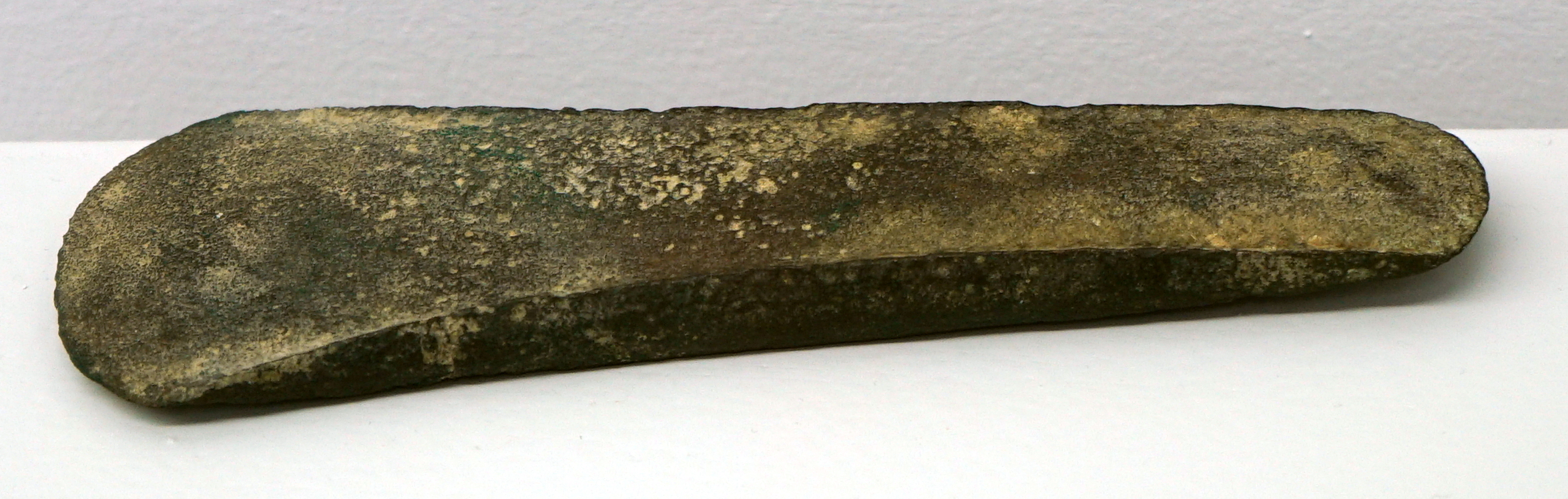
Hache découverte à Moutrot (Musée de Toul).

Beaupré signale, dans son ouvrage, la probable présence protohistorique et gallo-romaine sur le ban communal :

 

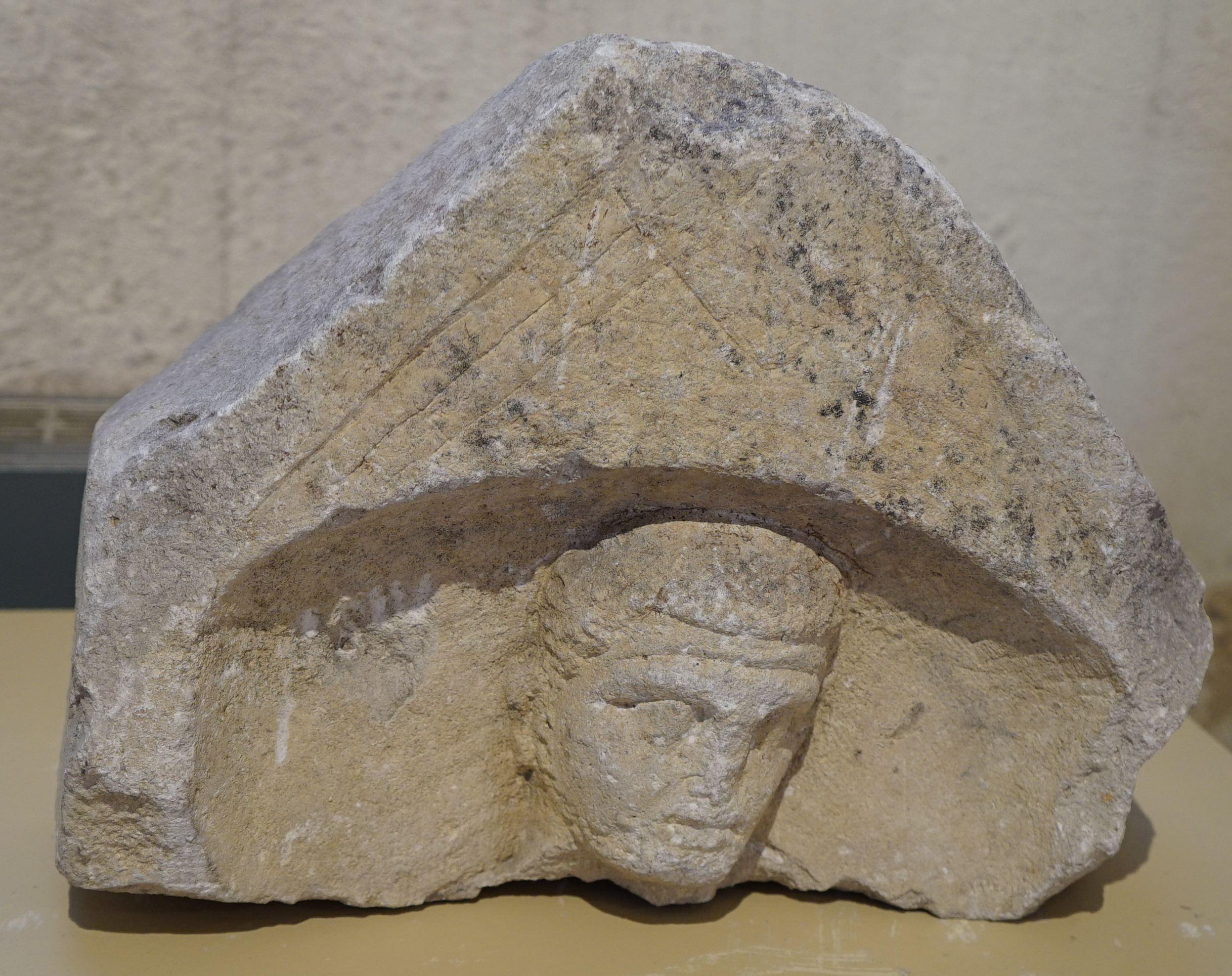
Stèle (Musée de Toul).

« Hache polie en silex. (Coll. Dufresne.) Hache polie. (Coll. Husson.) et restes de constructions en Voirim(n)ois, à la Terre-Monsieur, à la Sarrazinière, à Manonville, sur les Moulins, en Moulin-Vaux, en Mollonville et derrière Latrie (canton situé derrière le cimetière), et en Montant les Portions, dans la direction de Blénod.»
Lepage précise dans sa notice sur le bourg :

 
«Les archives de Moutrot ont été détruites par un incendie, on ne dit pas en quelle année; il est probable que c'est à l'époque de la révolution de 1792. A l'angle septentrional et dans l'enceinte du cimetière, s'élève une chapelle dédiée à saint Elophe, patron de la paroisse, qui versa son sang pour la foi catholique, près de Solimariaca, maintenant Soulosse, du temps de l'empereur Julien. Au-dessus de la porte, qui sert à la fois de fenêtre et d'entrée, on lit le millésime 1727. Cependant cette chapelle est de plus ancienne date, puisque, dans l'intérieur, on voit, engagé dans le mur, un petit monument funéraire portant la date du 5 août 1657...»
Toutefois il est permis de faire remonter l'histoire du village bien avant puisque son nom est attesté dès l'année 1034 et que le père B. Picart en parle comme d'une possession de l'Abbé de St Epvre à Toul. dans son pouillé. (Molenis Villa ou Mollenville)

## Politique et administration
| Période                                  | Période   | Identité         | Étiquette | Qualité                                   |
| ---------------------------------------- | --------- | ---------------- | --------- | ----------------------------------------- |
| Les données manquantes sont à compléter. |           |                  |           |                                           |
| mars 1977                                | mars 1989 | Henri Champougny |           |                                           |
| mars 1989                                | juin 1995 | Daniel Dethorey  |           |                                           |
| juin 1995                                | mai 2020  | Guy Champougny   |           | Retraité agricole                         |
| mai 2020                                 | En cours  | Charles Matos,   |           | Ingénieur ou cadre technique d'entreprise |

## Démographie
L'évolution du nombre d'habitants est connue à travers les recensements de la population effectués dans la commune depuis 1793. Pour les communes de moins de 10 000 habitants, une enquête de recensement portant sur toute la population est réalisée tous les cinq ans, les populations de référence des années intermédiaires étant quant à elles estimées par interpolation ou extrapolation. Pour la commune, le premier recensement exhaustif entrant dans le cadre du nouveau dispositif a été réalisé en 2008.

En 2022, la commune comptait 320 habitants, en évolution de +7,38 % par rapport à 2016 (Meurthe-et-Moselle : −0,13 %, France hors Mayotte : +2,11 %).
| 1793 | 1800 | 1806 | 1821 | 1831 | 1836 | 1841 | 1846 | 1851 |
| ---- | ---- | ---- | ---- | ---- | ---- | ---- | ---- | ---- |
| 218  | 194  | 209  | 224  | 224  | 218  | 212  | 225  | 233  |

| 1856 | 1861 | 1872 | 1876 | 1881 | 1886 | 1891 | 1896 | 1901 |
| ---- | ---- | ---- | ---- | ---- | ---- | ---- | ---- | ---- |
| 205  | 217  | 192  | 187  | 186  | 179  | 174  | 174  | 172  |

| 1906 | 1911 | 1921 | 1926 | 1931 | 1936 | 1946 | 1954 | 1962 |
| ---- | ---- | ---- | ---- | ---- | ---- | ---- | ---- | ---- |
| 176  | 157  | 140  | 142  | 157  | 137  | 129  | 117  | 124  |

| 1968 | 1975 | 1982 | 1990 | 1999 | 2006 | 2008 | 2013 | 2018 |
| ---- | ---- | ---- | ---- | ---- | ---- | ---- | ---- | ---- |
| 131  | 125  | 146  | 167  | 246  | 290  | 303  | 300  | 309  |

| 2022 | - | - | - | - | - | - | - | - |
| ---- | - | - | - | - | - | - | - | - |
| 320  | - | - | - | - | - | - | - | - |

## Économie
Henri Lepage et E. Grosse donnent quelques indications à caractère économique dans leurs ouvrages de 1836 et 1843 en accord sur la surface totale de la commune :
« Surf.territ.: 726 hect. cad., dont 481 en terres arab., 83 à 85 en bois, 70 à 75 en prés et 10 ou 11 en vignes, de faible qualité, Moulin à grains.»
indiquant tous deux le caractère agricole voire modestement viticole de l'activité.

### Secteur primaire ouAgriculture
Le secteur primaire comprend, outre les exploitations agricoles et les élevages, les établissements liés à l’exploitation de la forêt et les pêcheurs. D'après le recensement agricole 2010 du Ministère de l'agriculture (Agreste), la commune de Moutrot était majoritairement orientée sur la production de céréales et d'oléagineux (auparavant polyculture et poly-élevage) sur une surface agricole utilisée d'environ 593 hectares (inférieure à la surface cultivable communale) en baisse depuis 1988 - Le cheptel en unité de gros bétail s'est nettement réduit de 725 à 256 entre 1988 et 2010. Il n'y avait plus que 5 exploitations agricoles ayant leur siège dans la commune employant 6 unités de travail.

## Culture locale et patrimoine

### Lieux et monuments
- Vestiges visibles de la voie romaine Lyon-Trèves.
- Fontaine monumentale XIXe.
- Une auge et sa colonne en pierre, d'époque et de facture inconnues.
- Trou des Glanes, résurgence de l'Aroffe, au bord de la route allant à Ochey (A. KIENTZ (2010) Les deuilles en Pays de Colombey. Etudes Touloises n° 135, article 2.)

### Édifices religieux

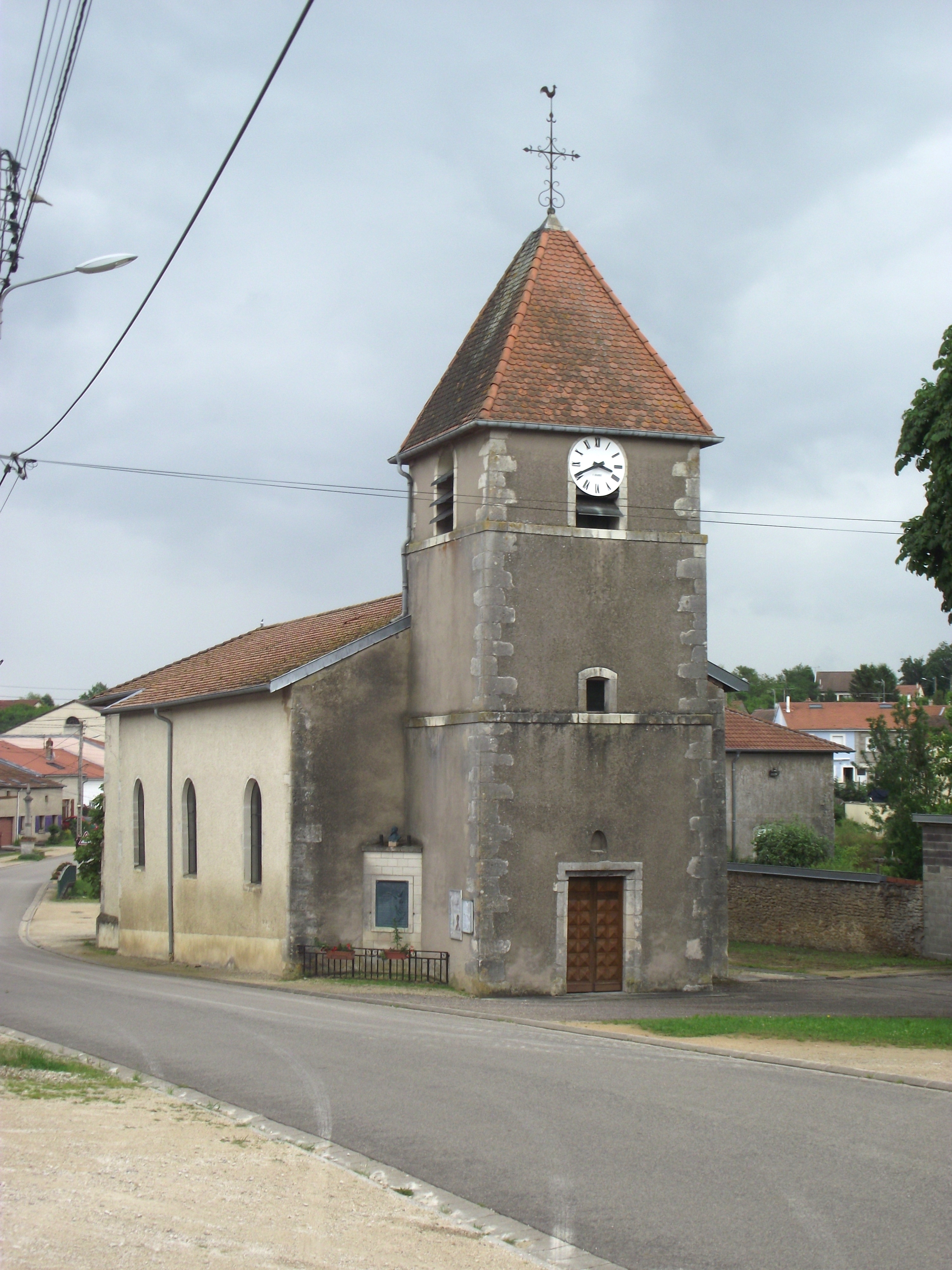

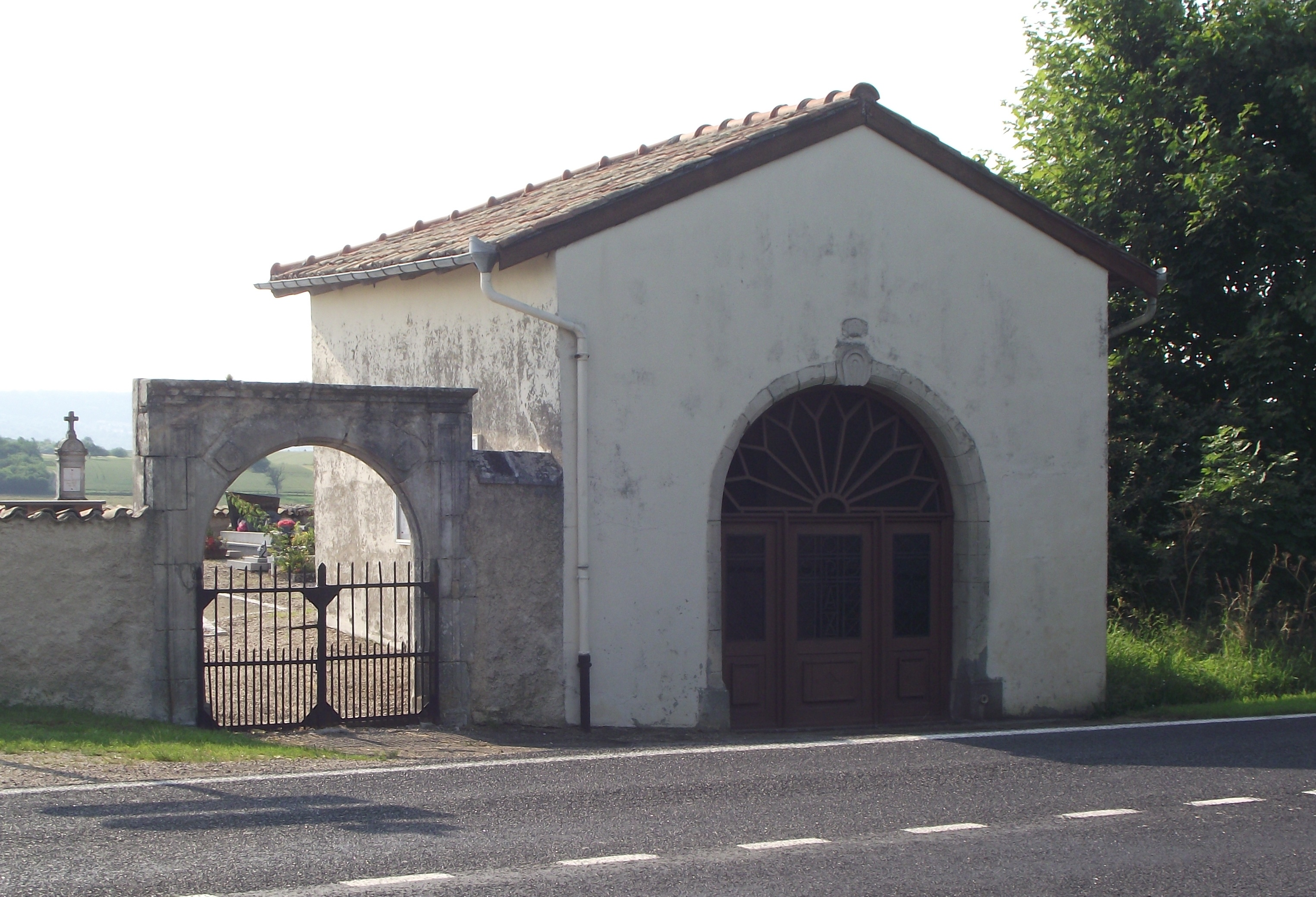

- Église Saint-Elophe XVIIIe.

- Chapelle Saint-Elophe XVIIIe, près du cimetière.

### Héraldique
| Blason de Moutrot | Blason  | Écartelé en sautoir d'or et de gueules, au château d'eau d'azur en chef et au pont se sable maçonné d'argent sur une rivière d'azur en pointe. |
| Blason de Moutrot | Détails | Adopté en septembre 2011. |